# محاولة انقلاب 1966 في العراق
محاولة انقلاب 1966 في العراق، أو حركة عارف عبد الرزاق الثانية، هي محاولة انقلاب عسكري لم تنجح، نفذتها مجموعة ضباط ناصريين وقادها وزير الدفاع السابق العميد عارف عبد الرزاق في 29 حزيران عام 1966 بعد فشله في حركه عارف عبد الرزاق الأولى (محاولة انقلاب 14 أيلول 1965)، لإسقاط الرئيس عبد الرحمن عارف الجميلي ورئيس حكومته عبد الرحمن البزاز. وقد أحبطت المحاولة في مطار الموصل على أيدي العميد خليل جاسم الدباغ آمر موقع الموصل ووكيل الفرقة الرابعة، والعقيد عبد الكريم شندانة، رئيس اركان الفرقة الرابعة، وقبض على الضباط المشاركين بالحركة وأحيل عدد من الشخصيات على التقاعد.

## الضباط المشاركين
من الضباط المشاركين في الحركة واللذين القي القبض عليهم كل من عارف عبد الرزاق، صبحي عبد الحميد وزير الداخلية، عبد الكريم فرحان، العميد يونس عطار باشي قائد الفرقة الرابعة في الموصل، ونهاد فخري، ومحمد مجيد، والسعدون وصباح عبد القادر، وثامر الصالح، محمد رشيد وجهاد فخري، أحمد الحديثي، فاروق عبد الأمير، وطالب شقلاوة، ورشيد محسن، والسعدون.

ولقد تم إحالة بعضهم علئ التقاعد وحجز البعض الآخر باحكام مخففة جدا ثم عفي عنهم لاحقا.

## سير الحركة
دخل عارف عبد الرزاق ومجموعة من الضباط العراقيين القوميين الموالين لجمال عبد الناصر، وبمساعدة ضابط مخابرات سوري يدعى عبد الوهاب الخطيب الذي استطاع الهرب لاحقا الئ سوريا والذي كان أحد تلامذة عبد الحميد السراج، دخلوا إلى العراق عن طريق الكويت قبل بدأ العملية باسبوعين تقريبا. واتصلوا بقائد الفرقة الرابعة في مطار الموصل العميد يونس عطار باشي الذي مكّن في نهاية الأمر عبد الرزاق ومجموعته من السيطرة على قاعدة الموصل الجوية. وفي 30 حزيران العام 1966 دخل القاعدة بد الرزاق برفقة والرائد الطيار المتقاعد ممتاز السعدون بملابسهما العسكرية، وكان في انتظارهما الملازم الأول الطيار صباح عبد القادر. توجه الثلاثة إلى مرابض الطائرات وأمروا ضباط الصف بتهيئة طائرتين من نوع هوكر هنتر استقلّهما كل من السعدون وعبد القادر.وقبل انطلاق الطائرتين حضر العميد الركن يونس عطار باشي قائد الفرقة الرابعة ومعه العقيد احمد رشيد آمر القاعدة الجوية وحاولا منع انطلاق الطائرات، فتطور الموقف إلى تبادل لإطلاق النار سيطر بعده عارف عبد الرزاق على الموقف وحلقت الطائرتان وتوجهتا باتجاه قاعدة الحبانية وبغدا إيذانا للمشاركين ببدء الحركة في الثالثة من بعد ظهر 30 حزيران، وبالتوجه للسيطرة على معسكر الحبانية وعلى مقر الإذاعة في الصالحية، وتدمير القصر الجمهوري. وقد توجهت طائرتان أخريان بقيادة النقيب الطيار محمد جاسم الجبوري لقصف القصر الجمهوري ومعسكر الوشاش.
فشلت القوة الموكلة بالاستيلاء على الإذاعة في مهمتها إذ تصدت لها قوة يقودها الضابط صليبي الجميلي، وقتل في العملية 8 اشخاص، وجرح 15 اخرون نتيجة القصف.
في هذه الاثناء اتصل الرئيس عبد الرحمن عارف بعدد من ضباط الموصل من ضمنهم اللواء خليل جاسم الدباغ طالبا مساعدتهم في القضاء علئ الحركة، وبالفعل تمكن كل من العميد خليل جاسم الدباغ وكيل الفرقة الرابعة «عين قائدا للفرقة الرابعة بعد ذلك» والعقيد الركن عبد الكريم شندانة  رئيس اركان الفرقة من السيطرة على قاعدة الموصل الجوية والقبض على عارف عبد الرزاق ومجموعته وإحضارهم إلى بغداد. .

## نتائج الحركة
فشل الانقلاب واعتقل جميع المشاركين فيه، وأقيل العميد يونس عطار باشي قائد الفرقة الرابعة، ولاحقا عفى عبد الرحمن عارف عن المشاركين وأطلق سراحهم في نهاية عام 1967. أدت حركتا عبد الرزاق عارف إلى حالة توتر وتسييس في الجيش مهدت لانقلاب حزب البعث 17 تموز ووصوله السلطة.

## محاولات عشائرية انتقامية
جرت في فترة التسعينيات محاولات انتقامية فاشلة قام بها أفراد من عائلة السعدون هم أبناء وأحفاد المشاركين في محاولة انقلاب 1966، هم تحديدا العقيد فهد السعدون وممتاز السعدون (أحفاد رئيس الوزراء العراقي الاسبق عبد المحسن السعدون)، واولادهم ووابنائهم على رأسهم الطيار احمد فهد السعدون، استهدفت غيث ضرغام خليل حفيد اللواء خليل جاسم الدباغ بعدة محاولات اغتيال حدثت في بغداد.ا. وقد فشلت هذه المحاولات واعتقل عدد من الضباط والطيارين بعد تدخل ضباط كبار واصدقاء سابقين للواء الدباغ. كما جرت لاحقا في مدينة الشارقة في دولة الأمارات محاولات انتقام وتشهير ضد غيث خليل بين عامي 2004-2006 من قبل بعض الضباط الطيارين العراقيين القدامى المؤيدين لعارف عبد الرزاق.